# شهرداری کامبوی
شهرداری کامبوی (به پرتغالی: Cambuí) یک منطقهٔ مسکونی در برزیل است که در میناز ژرایس واقع شده‌است. شهرداری کامبوی ۲۹٬۸۱۴ نفر جمعیت دارد.